# José Aparicio

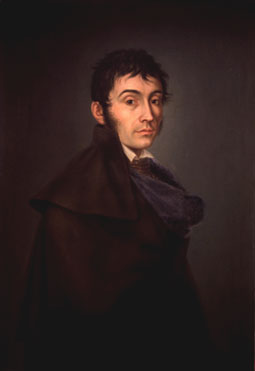
José Aparicio, vermutlich Selbstporträt aus dem Jahr 1820

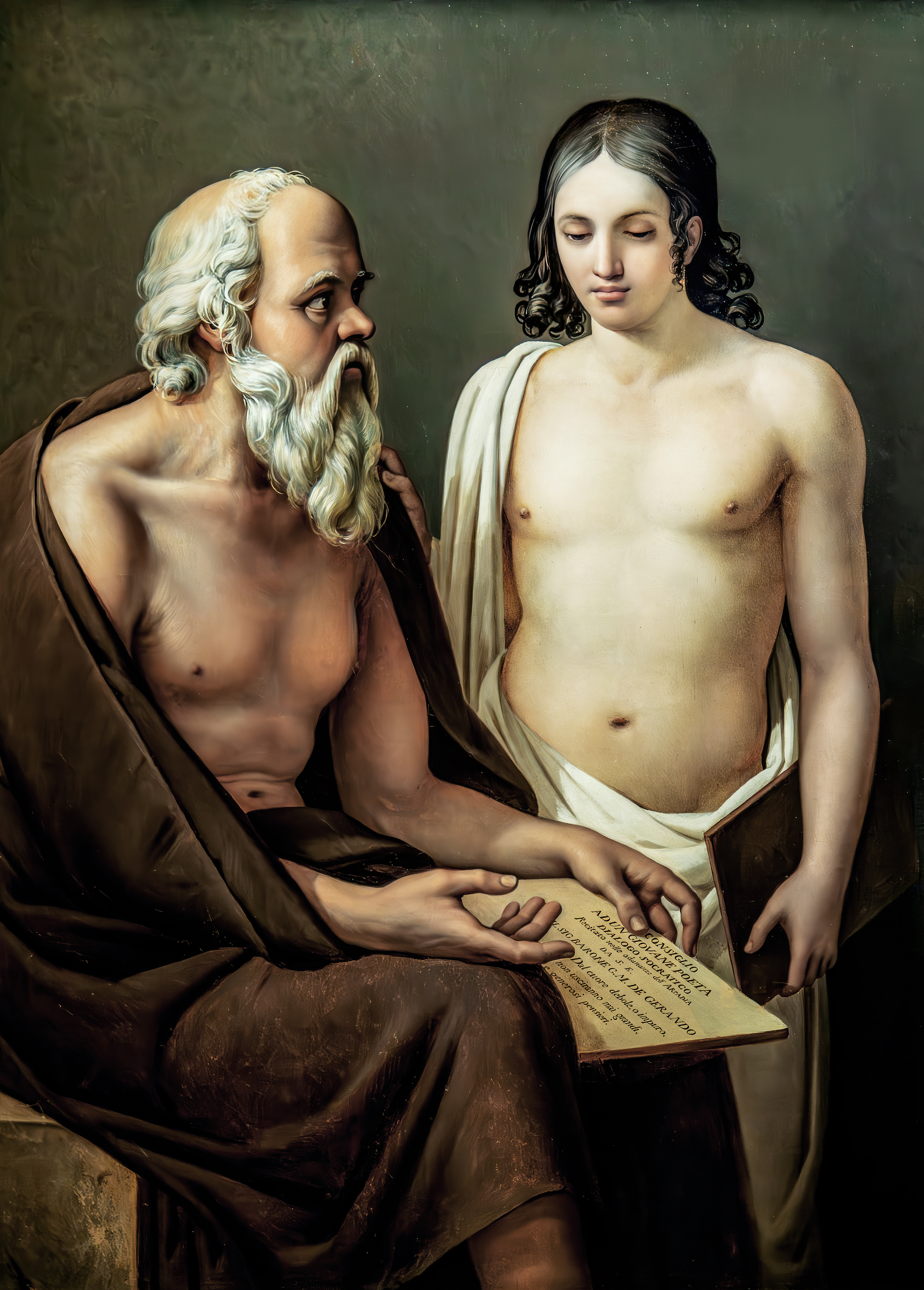
José Aparicio 1811: Sokrates als Lehrer

José Aparicio Inglada (* 16. Dezember 1773 in Alicante; † 10. März 1838 in Madrid) war ein spanischer Historien- und Porträtmaler. Neben José de Madrazo y Agudo und Juan Antonio Ribera gilt er als einer der namhaften spanischen Maler des Klassizismus.

## Leben
Vicente Aparicio und Manuela Inglada hatten acht Söhne. Der siebte war José. Er studierte an der Königlichen Akademie der Schönen Künste von San Carlos in Valencia. Nachdem er dort 1793 in der Klasse Malerei einen ersten Preis gewonnen hatte, ging er an die Madrider Akademie der Schönen Künste von San Fernando. 1799 erhielt er von Karl IV. ein Stipendium, das ihm als erstem spanischen Maler einen Paris-Aufenthalt im Atelier von Jacques-Louis David ermöglichte. Wenige Jahre später kamen die Spanier Juan Antonio Ribera und José de Madrazo als Schüler Davids hinzu. 1805 erhielt Aparicio für sein Gemälde La epidemia de España eine Goldmedaille. Bevor er 1807 nach Rom ging, beschickte er den Salon de Paris zweimal mit seinen Werken.
In Rom verweigerte er 1808 dem neuen spanischen König Joseph Bonaparte den Treueid und wurde dafür zusammen mit anderen jungen spanischen Künstlern, die sich als Stipendiaten in Rom aufhielten, in der Engelsburg eingekerkert. Nach seiner Freilassung wurde er am 21. Mai 1815 in Barcelona ausgeschifft. Im August desselben Jahres – dem Beginn seiner Karriere – ernannte ihn Ferdinand VII. zu seinem Hofmaler. Fortan wurde der Ruhm Spaniens Aparicios Dauerthema, das in dem Gemälde Desembarco de Fernando VII en la isla de León gipfelte und ihm 1829 den Titel Verdienter Akademiker der Akademie von San Carlos einbrachte. Später wurde er Direktor der Akademie von San Fernando. Er malte neben Bildern religiösen Inhalts die Eliten wie General Francisco Javier Castaños und Baronesa Mayneaud de Pancemont. Einer seiner Schüler war Francisco de Paula Van Halen (1814–1887).
1833 – nach dem Tode Ferdinands VII. – sank sein Stern in dem sich zögerlich entwickelnden liberaleren Regierungssystem. José Aparicio starb verarmt.

## Anmerkung
1. ↑  Baronesa Mayneaud de Pancemont im Athenaeum

| Personendaten    | Personendaten                               |
| ---------------- | ------------------------------------------- |
| NAME             | Aparicio, José                              |
| ALTERNATIVNAMEN  | Aparicio Inglada, José (vollständiger Name) |
| KURZBESCHREIBUNG | spanischer Historien- und Porträtmaler      |
| GEBURTSDATUM     | 16. Dezember 1773                           |
| GEBURTSORT       | Alicante                                    |
| STERBEDATUM      | 10. März 1838                               |
| STERBEORT        | Madrid                                      |